# Concorde de Leuenberg
La Concorde de Leuenberg (CL) est la charte fondamentale qui établit et réalise l’unité de l’Église entre les traditions de la Réforme en Europe. Ce document déclarant la communion ecclésiale entre les Églises luthériennes, réformées, unies, vaudoises et les frères moraves a été finalisé en 1973 au centre de séminaire de Leuenberg, sur la commune de Hölstein à proximité de Bâle (Suisse). 
Il est le texte qui a conduit après 1997 et la signature des Églises méthodistes européennes à la Communion d’Églises protestantes en Europe (CEPE). 

## Histoire et entretiens préparatoires
La Réforme du XVIe siècle est caractérisée par une opposition commune des mouvements réformateurs à l’Église catholique romaine mais elle n’a pas pour autant donné naissance à une unité de ces derniers. Se référant à Martin Luther, Ulrich Zwingli et Jean Calvin, ils ont donné naissance à des traditions ecclésiales se condamnant aussi entre elles à propos de la Sainte-Cène, la christologie et l’enseignement de la double prédestination. Ces condamnations mutuelles ont été retenues par les confessions de foi (livres symboliques) qui fondent l’identité doctrinale de ces familles, les confessions sur la base desquelles les nouveaux ministres s’engagent lors de leur ordination.
Cette séparation perdure jusqu’au milieu du XXe siècle. De premiers rapprochements interviennent dans différents pays européens (France, Pays-Bas, Tchécoslovaquie), dans d’autres les oppositions demeurent vives (Allemagne). Une première tentative paneuropéenne est initiée par la commission Foi et Constitution du Conseil œcuménique des Églises à Genève. Elle permet une rencontre à Davos en 1955. Une quinzaine d’années de dialogues sont nécessaires pour surmonter les condamnations réciproques. Une première série d’entretiens clarifie les fondements communs, une seconde, les entretiens de Schauenburg (1964-1967), définit le but commun, une concorde qui devra être signée par toutes les Églises afin de parvenir à la communion ecclésiale.
En 1971 une assemblée de délégués des Églises propose aux Églises un premier jet. Après consultation des Églises, un texte final, dont un auteur majeur est le théologien strasbourgeois Marc Lienhard, est arrêté le 16 mars 1973 et proposé à la signature. La concorde entre en vigueur dès réception des premières approbations par les synodes de Églises. La CL est signée dès 1974 par 69 Églises européennes. La CEPE compte en 2022 108 Églises adhérentes dont certaines ont fusionné entre elles.

## Contenu de la Concorde de Leuenberg
Le texte de la CL est bref (49 articles de quelques lignes). Après une introduction précisant le contexte et la visée, la deuxième partie est un bref rappel de l’accord dans la compréhension de l’Évangile, la troisième partie concerne les condamnations héritées de l’histoire. Une formulation consensuelle aboutit au constat que les condamnations ne concernent plus l’autre tradition dans l’état actuel de sa doctrine. Suit la déclaration de la communion, la reconnaissance mutuelle que l’autre famille est une expression authentique de l’unique Église du Christ. Cette reconnaissance inclut la possibilité pour les croyants et aussi pour les ministres de passer d’une famille à l’autre. La dernière section, la plus longue, est consacrée à la réalisation de la communion ecclésiale (cf. ci-dessous). La dernière partie, la plus longue, comprend les engagements en vue de la réalisation effective de la communion ecclésiale.

## Compréhension de l’unité
La CL précise sa vision de l’unité dès le second paragraphe : « selon la conviction des Réformateurs, la condition nécessaire et suffisante de la vraie unité de l’Église est l’accord dans la prédication fidèle de l’Évangile et l’administration fidèle des sacrements. Les Églises participantes font découler de ces critères hérités de la Réforme leur compréhension de la communion ecclésiale ». Cette compréhension est celle de Luther et Calvin, une reprise de l’article 7 de la Confession d'Augsbourg.
L’unité est unité dans la diversité conditionnée par l’histoire, la piété, les traditions et les nuances théologiques. Si l’on reconnaît dans l’autre tradition la célébration authentique de la Parole et des Sacrements, l’unité est donnée, toutes les différences qui demeurent sont légitimes. Il suffisait pour la CL de dépasser les anathèmes hérités de l’histoire qui interdisaient pareille reconnaissance mutuelle. On notera que la reconnaissance des ministères est la conséquence de la communion dans la Parole et les Sacrements à la différence d’autres familles chrétiennes où la communion repose sur la reconnaissance mutuelle des ministères (Églises romaine ou orthodoxes).

## Réalisation de la communion ecclésiale
La CL déploie la réalisation de la communion selon quatre axes.
1. Le premier est le témoignage et le service commun (CL 36). Les Églises doivent assumer ensemble leur responsabilité en ce monde. Cet engagement est tenu à propos de maints enjeux éthiques (à titre d’exemple la problématique du début et de la fin de la vie, la diaconie)[5]. Il ne l’est pas à propos des enjeux sociétaux ou politiques, les différences entre les cultures et les histoires rendant difficile tout consensus.
2. Le second axe est la poursuite du travail théologique commun (CL 37-39). Dans ce domaine les résultats sont remarquables et une véritable bibliothèque commune est née dans les dernières cinquante années[6].L’ecclésiologie commune, une première depuis le XVIe siècle retient plus particulièrement l’attention.
3. La troisième dimension de la réalisation concerne les conséquences en matière d’organisation. La CL est prudente et laisse ce domaine aux Églises locales (CL41-45). La fusion des Églises locales est possible et elle interviendra dans divers lieux où les différentes traditions vivaient côte à côte (France, Pays-Bas, Italie, certaines Églises régionales allemandes). Dans ce cas la CL demande d’avoir un souci particulier des minorités. Au niveau européen, la CEPE se dote d’une instance fédérative basée aujourd’hui à Vienne (Autriche), les décisions dernières continuant à relever des Églises particulières. Des assemblées générales sont convoquées tous les 6 ans.
4. Le quatrième point concerne les relations œcuméniques.

## Portée œcuménique
La compréhension de l’unité ainsi que la méthode de la CL ont été repris dans le mouvement œcuménique contemporain. Elle a conduit à des démarches analogues aux États-Unis et au Proche-Orient.
Les Églises méthodistes européennes ont par une déclaration complémentaire rejoint les Églises signataires de la CL en 1997 et formé avec ces dernières la CEPE en 2003. Dans divers pays européens la communion anglicane a mené des dialogues qui ont conduit à des affirmations et des déclarations de communion avec les Églises de la CEPE. L’affirmation commune de Meissen en Allemagne (1987)((de) w:de:Meißener Gemeinsame Feststellung), celle de Porvoo (anglicans et Églises scandinaves en 1993) et enfin celle de Reuilly (anglicans et Églises luthériennes et réformés françaises en 2001) ont conduit à une reconnaissance mutuelle et à des échanges de ministres, même si l’exercice commun de l’épiscopat n’est pas encore partout possible.
Dans le dialogue avec Rome, la manière dont la CL dépasse les condamnations de l’histoire et l’application d’un consensus différenciant (un consensus qui inclut des formulations théologiques différentes, mais légitimes) ont été reprises dans la Déclaration commune sur la justification par la foi en 1999.

### Ressources électroniques
- André Birmelé, Accords et dialogues œcuméniques, Lyon, Olivétan, 2021,   (ISBN 978-2-35479-577-1) (clé USB).